# 加布里埃爾·阿德里亞諾·伯納多
加布里埃爾·阿德里亞諾·伯納多（英語：Gabriel A. Bernardo，1891年3月14日—1962年12月5日）是一位菲律賓圖書館學學者及目錄學家，對菲律賓圖書館事業的發展、圖書館制度的確立與專業標準的制定有著重大影響與貢獻。他也是菲律賓圖書館學會的主要創始人，曾被馬尼拉時報譽為「菲律賓圖書館之父」。

## 生平
伯納多出生於菲律賓的巴拉索延（Barasoain），在中學畢業後以半工半讀方式就讀菲律賓大學，並在1916年取得文學學士學位。之後在1918到1920年間赴美威斯康辛大學進修，獲得一般圖書館服務結業證。而在回到菲律賓後，他擔任菲律賓圖書館暨博物館（Philippine Library and Museum）的助理館員，同時返回母校就讀，後來在1923年得到英文暨目錄學碩士學位。得到碩士學位後，他隨即擔任菲律賓大學圖書館助理館長與圖書館學的講師，而隔年因館長波克（Mary Polk）去世，他遂繼任館長，同時兼任圖書館學系主任。而在1929年時，他又以訪問學人的名義前往德國柏林大學進行高級圖書館學的研究，之後又在萊比錫大學圖書館與柏林普魯士國家圖書館從事實務工作。此外這段期間他又安排菲律賓圖書館學會成為國際圖書館協會聯盟（International Federation of Library Associations）的會員國。
他於1957年時從菲律賓大學退休，於1962年12月5日去世。去世時仍有13種著作未完成。

## 主要著作
伯納多一生編有80多種書目，以下所列為其中最著名者。
- 《1593至1961年菲律賓書目總錄》（Bibliography of Philippine Bibliographies, 1593-1961），1968年出版。
- 《1523－1699年間的菲律賓回溯國家目錄》（Philippine Retrospective National Bibliography, 1523-1699），1974年出版。